# Ergodicidade quântica

O eigenmodo de um sistema classicamente integrável (por exemplo, a cavidade circular à esquerda) pode ser muito confinado, mesmo para o número de modo alto. Pelo contrário, os eigenmodos de um sistema classicamente caótico (por exemplo, a cavidade em forma de estádio à direita) tendem a se tornar gradualmente mais uniformes com o aumento do número de modos.

Em caos quântico, um ramo da física matemática, a ergodicidade quântica é uma propriedade da quantização de sistemas mecânicos clássicos que são caóticos no sentido de sensibilidade exponencial às condições iniciais. A ergodicidade quântica declara, grosso modo, que no limite de alta energia, as distribuições de probabilidade associadas aos níveis de energia de um hamiltoniano ergódico quantizado tendem a uma distribuição uniforme no espaço de fase clássico.
Isso é consistente com a intuição de que os fluxos de sistemas ergódicos são equidistribuídos no espaço de fase. Por outro lado, os sistemas clássicos completamente integráveis geralmente têm órbitas periódicas no espaço de fase, e isso é exibido de várias maneiras no limite de alta energia dos eigenstates: tipicamente que alguma forma de concentração ou "cicatrização" ocorre no limite.
O caso modelo de um hamiltoniano é o hamiltoniano geodésico no feixe cotangente de um variedade Riemanniana compacta. A quantização do fluxo geodésico é dada pela solução fundamental da equação de Schrödinger.
{\displaystyle U_{t}=\exp(it{\sqrt {\Delta }})}
onde {\displaystyle {\sqrt {\Delta }}} é a raiz quadrada do operador Laplace-Beltram. O teorema da ergodicidade quântica de Shnirelman, Yves Colin de Verdière e Zelditch afirma que uma variedade Riemanniana compacta cujo feixe unitário tangente é ergódico sob o fluxo geodésico também é ergódica, no sentido em que a densidade de probabilidade associada à nth eigenfunção do Laplaciano tende fracamente à distribuição uniforme no feixe cotangente unitário como n → ∞ em um subconjunto dos números naturais de densidade natural iguais a um. A ergodicidade quântica pode ser formulada como um análogo não comutativo da ergodicidade clássica (T. Sunada).